# Good Job!
Good Job! è un videogioco del 2020 sviluppato da Paladin Studios e pubblicato da Nintendo per Nintendo Switch.
Il titolo è stato annunciato nel corso del Nintendo Direct mini lo stesso giorno della data di lancio. Il gameplay del gioco è stato paragonato a Human: Fall Flat e Untitled Goose Game.